# 奥平貴也
奥平 貴也（おくひら たかや、1986年9月9日 - ）は、沖縄県中頭郡読谷村出身の元プロバスケットボール選手である。ポジションはガード。

## 来歴
前原高校から近畿大学を経て、琉球ゴールデンキングスに練習生として入団。
2010年、プロ契約。シーズン途中で契約解除。
2011年オフ、JBL2の石川ブルースパークス加入。
2012年オフ引退。
2012年、Bjリーグ富山グラウジーズ加入（練習生を経て）。2013-14シーズン終了後に現役引退。
山城拓馬は高校・大学の1年先輩。

## 経歴
- 前原高校 - 近畿大学 - 沖縄 - 石川 - 富山